# Јарац (астролошки знак)
Јарац (лат. Capricornus) је 10. по реду астролошки знак који је омеђен датумима (отприлике) од 22. децембра до 20. јануара. Спада у знакове негативног поларитета (женски, ноћни); према модалитету је кардиналан, а елемент је земљан. Пре 2000 година је Сунце приближно у ово време пролазило кроз сазвежђе Јарац.
У савременој астрологији постоји мишљење да су неке од држава формиране под овим знаком Зодијака: Албанија, Бугарска, Индија, Мексико, а по некима и Србија. Према Птоломејевој подели света, већи део Балкана припада Јарцу и под владавином је Сатурна.